# Institut pro politiku a společnost
Institut pro politiku a společnost (anglicky Institute for Politics and Society) je think tank spjatý s hnutím ANO, jehož je i politickým institutem. Organizace je vedena jako spolek. Nemá žádnou oficiální afiliaci s akreditovanou univerzitou anebo  výzkumným institutem, za nějž se vydává. Spolek vznikl v roce 2014 a sídlí v Praze. Místopředsedou správní rady je Karel Havlíček a předsedkyní je Šárka Šoup.

## Aktivity
Institut pro politiku a společnost pořádá řadu veřejných akcí. Jedná se o veřejné debaty, rozhovory, semináře. Institut rovněž pravidelně vydává analýzy na různá témata. 

## Tematické zaměření
Institut pro politiku a společnost se nezaměřuje pouze na jednu tematickou oblast. Svými aktivitami pokrývá celou řadu témat. Organizace se zaměřuje na zahraniční a bezpečnostní politiku, migraci, obranu, evropské záležitosti, vzdělávání, digitalizaci, ekonomiku, energetiku, urbanismus, otázky hodnot v politice (politické ideologie) nebo na lidská práva. Primární oblastí zájmu jsou země Evropské unie a domácí politika.

## Mezinárodní konference Výzvy pro transatlantické vztahy

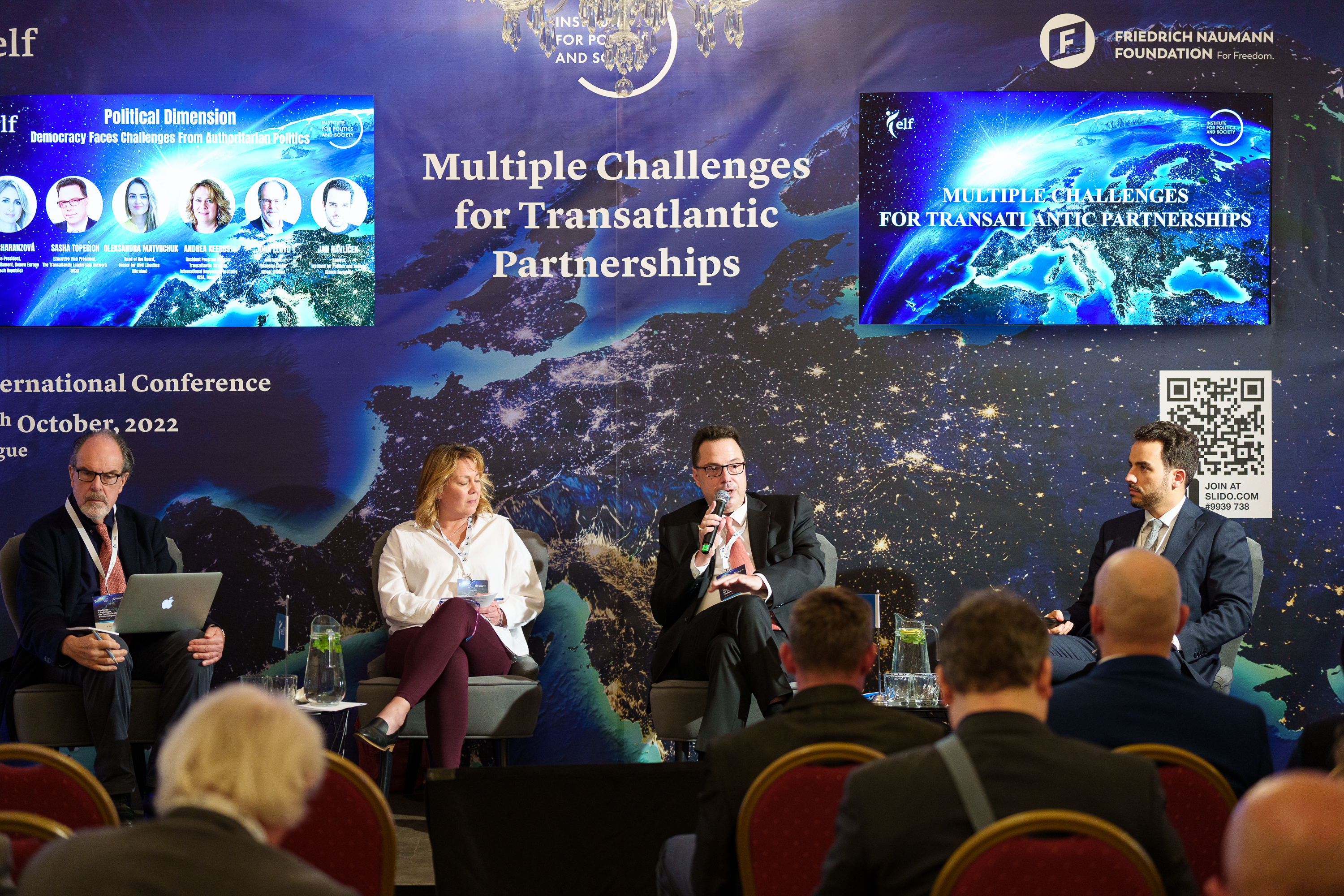
Výzvy pro transatlantické vztahy, 7. ročník, 14. října 2022

Mezinárodní konference Výzvy pro transatlantické vztahy se koná od roku 2016. Konference se věnuje spolupráci v ekonomické, politické a bezpečností dimenzi. V minulosti na konferenci promluvili například představitelka Centra pro občanské svobody Oleksandra Matvijčuková, viceprezidentka ALDE Kira Rudyk. Bývalý poradce Bílého domu pro Bushovu administrativu Mark Pfeifle, místopředsedkyně Evropského parlamentu Dita Charanzová a mnoho dalších.

## Mezinárodní konference Digitální Česko

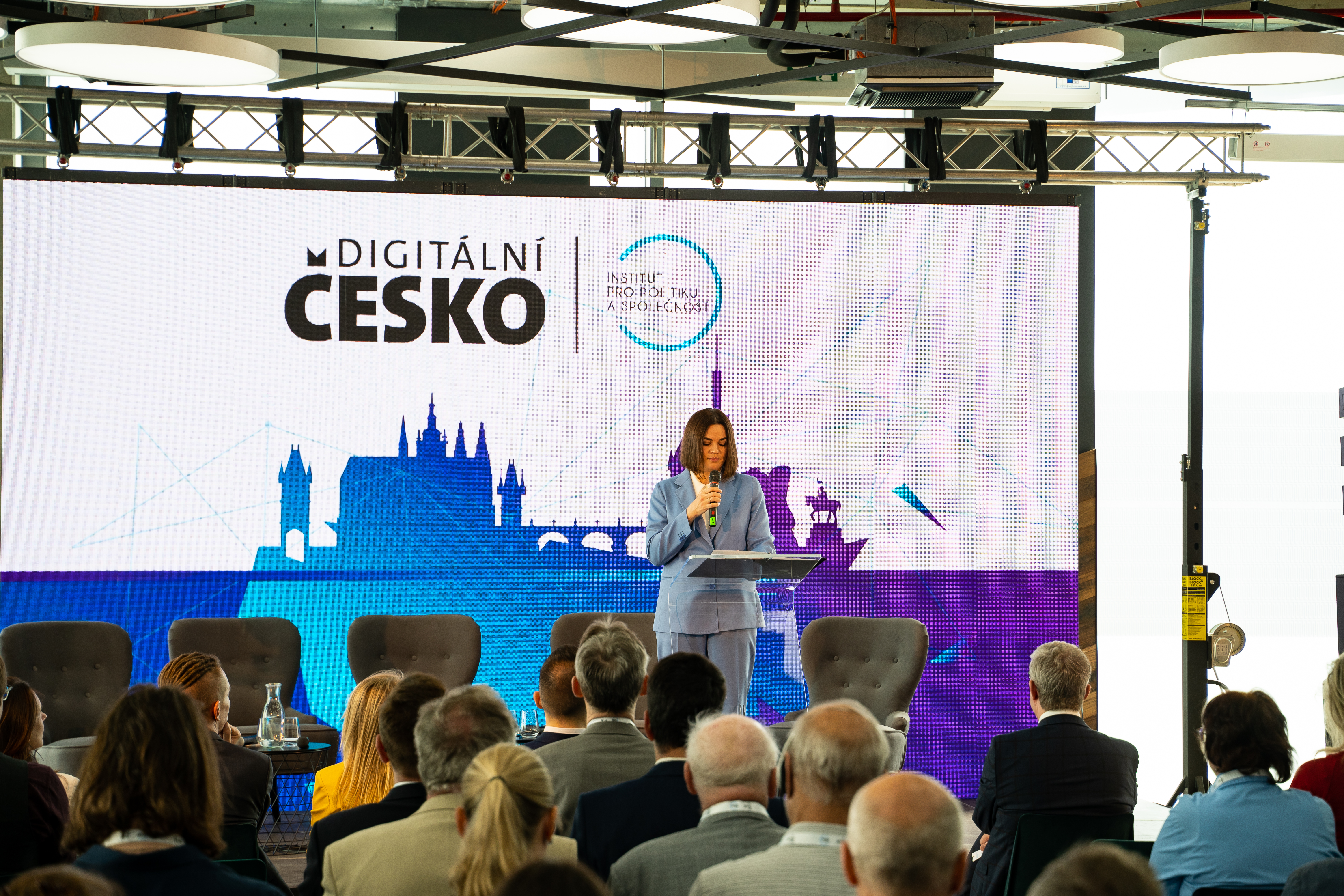
Digitální Česko, 7. ročník, 12. května 2022

Institut pořádá se svými partnery konferenci Digitální Česko od roku 2016. Konference se pravidelně účastní politici, vědci, zástupci podnikatelského prostředí a řada dalších. Na konferenci vystoupily kupříkladu místopředsedkyně Evropské komise Věra Jourová a Margrethe Vestager, eurokomisařka Maria Gabriyel, běloruská opoziční politička Svjatlana Cichanouská, ale také členové vlády České republiky. Součástí konference bývá také doprovodná interaktivní výstava zaměřena na umělou inteligenci, roboty, virtuální realitu a další technologie.

## Osobnosti spjaté s Institutem pro politiku a společnost
S Institutem pro politiku a společnost v minulosti spolupracovali Dita Charanzová, Martina Dlabajová, Dan Ťok, Adriana Krnáčová, Cyril Svoboda nebo historik a politolog Jacques Rupnik.